# علم الجلد المناعي
علم الجلد المناعي (بالإنجليزية: Immunodermatology)‏ هو علم مختص بدراسة الجلد بصفته عضوا مناعيا في حالة الصحة والمرض.
لهذا العلم اهتمامات مختلفة مثل المناعة الضوئية مثل تأثير الأشعة فوق البنفسجية على الجلد والأمراض الالتهابية مثل التهاب الجلد التماسي الأرجي والتهاب الجلد التأتبي، وكذلك أمراض الجلد المناعية المحتملة مثل البهاق والصدفية وأخيرا الأمراض المناعية الميكروبية مثل عدوى الفيروس القهقري والجذام.
هنالك أدوية حديثة معدة للتحكم بالمناعة لأمراض جلدية مناعة شائعة بضمنها أدوية حيوية تهدف للتحكم بعامل نخر الورم ألفا ومستقبل الكيموكين.